# Lucas (Texas)
Lucas is een plaats (city) in de Amerikaanse staat Texas, en valt bestuurlijk gezien onder Collin County.

## Demografie
Bij de volkstelling in 2000 werd het aantal inwoners vastgesteld op 2890.
In 2006 is het aantal inwoners door het United States Census Bureau geschat op 4297, een stijging van 1407 (48,7%).

## Geografie
Volgens het United States Census Bureau beslaat de plaats een oppervlakte van
23,8 km², geheel bestaande uit land.

## Plaatsen in de nabije omgeving
De onderstaande figuur toont nabijgelegen plaatsen in een straal van 8 km rond Lucas.